# Mohamed Mahmoud Ould Ahmed Louly
Mohamed Mahmoud Ould Ahmed Louly (arabisch محمد محمود ولد أحمد لولي, DMG Muḥammad Maḥmūd walad Aḥmad Lūlī; * 1. Januar 1943 in Tidjikja; † 16. März 2019 in Nouakchott) war vom 3. Juni 1979 bis 4. Januar 1980 Präsident von Mauretanien und Vorsitzender des Komitees zur Nationalen Rettung.

## Leben
Louly trat im November des Unabhängigkeitsjahres 1960 in die Armee ein und wurde in französischen Militärakademien ausgebildet. Er übernahm danach verschiedene Führungsfunktionen in der Regierung Moktar Ould Daddahs.
1978 war er ein Gründungsmitglied des Comité militaire de redressement national (CMRN), welches unter Führung von Mustafa Ould Salek am 10. Juli 1978 den Präsidenten Moktar Ould Daddah wegen des Westsaharakonfliktes durch einen Militärputsch stürzte.
Am 6. April 1979 gründete er mit Oberst Ould Bouceif und Mohamed Khouna Ould Haidalla den Nachfolgeausschuss Comité militaire de salut national (CMSN). Louly, der in Saleks Regierung mehrere Ministerposten bekleidete, wurde am 3. Juni 1979 zum Nachfolger von Mustafa Ould Salek im Amt des Präsidenten nach dessen Rücktritt angesichts seines Machtverlustes im CMSN und der wirtschaftlichen Probleme infolge des Westsaharakonfliktes und der immer größer werdenden Kluft zwischen Mauren und Schwarzafrikanern im Land.
Sieben Monaten danach – am 4. Januar 1980 – wurde Louly abgesetzt und von seinem Ministerpräsidenten Mohamed Khouna Ould Haidalla ersetzt.
Seitdem lebte er in Abgeschiedenheit von der Politik und Öffentlichkeit. Er galt als religiöser und zurückhaltender Mensch.